# NGC 6075
NGC 6075 este o galaxie lenticulară situată în constelația Hercule. A fost descoperită în 27 iunie 1881 de către Édouard Stephan⁠(d). Se află la o distanță de 158,49 de megaparseci de Pământ.